# Naoki Sanda
Naoki Sanda (三田 尚希 Sanda Naoki?, nacido el 16 de agosto de 1992 en Nagano) es un futbolista japonés que juega como centrocampista.
En 2015, Sanda se unió al ReinMeer Aomori. Después de eso, jugó en el FC Imabari y Vanraure Hachinohe.

## Trayectoria

### Clubes
| Club               | País  | Año         |
| ------------------ | ----- | ----------- |
| ReinMeer Aomori    | Japón | 2015 - 2016 |
| FC Imabari         | Japón | 2017 - 2018 |
| Vanraure Hachinohe | Japón | 2019 -      |

## Estadística de carrera

### J. League
| Club               | Año   | J. League | J. League | Copa J. League | Copa J. League | Total | Total |
| Club               | Año   | Part.     | Goles     | Part.          | Goles          | Part. | Goles |
| ------------------ | ----- | --------- | --------- | -------------- | -------------- | ----- | ----- |
| Vanraure Hachinohe | 2019  | 33        | 10        | -              | -              | 33    | 10    |
| Total              | Total | 33        | 10        | 0              | 0              | 33    | 10    |